# Super Aguri SA06
A Super Aguri SA06 egy Formula–1-es versenyautó, melyet a Super Aguri versenyeztetett a 2006-os Formula–1 világbajnokság második felében. Pilótái Szató Takuma és Jamamoto Szakon voltak.

## Áttekintés
Az autó az előd SA05 átalakított változata volt, amelynek alapja a 2002-es Arrows A23-as volt, tehát egy jócskán meghaladott konstrukcióról volt szó. Átalakították az aerodinamikát, a felfüggesztést, új váltót kapott, hogy javítsanak a teljesítményen. A festés is változott, hangsúlyosabb lett rajta a vörös szín. A legjobb eredményük a szezonzáró brazil nagydíjon volt, ahol Szató tizedik lett, és a hetedik-kilencedik leggyorsabb autó voltak a pályán. Szatót Kínában diszkvalifikálták kék zászlók figyelmen kívül hagyásáért.
A japán nagydíjtól ismét módosítottak az aerodinamikán, a hátsó részt szűkebbre tervezték, az új variánst pedig SA06B néven versenyeztették.
Mivel azonban a csapat egyetlen pontot sem szerzett, ezért az év végén nem is rangsorolták őket a konstruktőri bajnokságban. Az autót 2007. január 15-én három visszavonult Formula–1-es pilóta is vezette Silverstone-ban: a csapattulajdonos Szuzuki Aguri, Martin Brundle és Christian Danner. A csapat felszámolásakor egy SA06-os autót 85.600 angol fontért vett meg egy meg nem nevezett japán vásárló.

## Eredmények
(Táblázat értelmezése)

(Félkövér: pole-pozícióból indult; dőlt: leggyorsabb kört futott) 

| Év   | Csapat      | Motor    | Gumik | Pilóták         | 1   | 2   | 3   | 4   | 5   | 6   | 7   | 8   | 9   | 10  | 11  | 12  | 13  | 14  | 15  | 16  | 17  | 18  | Pontok | Helyezés |
| ---- | ----------- | -------- | ----- | --------------- | --- | --- | --- | --- | --- | --- | --- | --- | --- | --- | --- | --- | --- | --- | --- | --- | --- | --- | ------ | -------- |
| 2006 | Super Aguri | Honda V8 | B     |                 | BHR | MAL | AUS | SMR | EUR | ESP | MON | GBR | CAN | USA | FRA | GER | HUN | TUR | ITA | CHN | JPN | BRA | 0      | -        |
| 2006 | Super Aguri | Honda V8 | B     | Szató Takuma    |     |     |     |     |     |     |     |     |     |     |     | KI  | 13  | NC  | 16  | DSQ | 15  | 10  | 0      | -        |
| 2006 | Super Aguri | Honda V8 | B     | Jamamoto Szakon |     |     |     |     |     |     |     |     |     |     |     | KI  | KI  | KI  | KI  | 16  | 17  | 16  | 0      | -        |

† - nem ért célba, de rangsorolták, mert teljesítette a versenytáv 90 százalékát

## Külső hivatkozások
1. ↑  Unexpected Resurrection - 2006 Super Aguri SA05 Honda (Double Trouble Part 2/2) — Carmrades. web.archive.org, 2020. július 2. [2020. július 2-i dátummal az eredetiből archiválva]. (Hozzáférés: 2024. szeptember 11.)
2. ↑  Latest Formula 1 Breaking News - Grandprix.com. www.grandprix.com. (Hozzáférés: 2024. szeptember 11.)
3. ↑  http://www.autosport.com/news/grapevine.php/id/70261